# Campionat d'Espanya de tennis de taula per equips
El Campionat d'Espanya de tennis taula per equips, conegut des de la temporada 1996-97 com Copa del Rei de Tennis de Taula, en categoria masculina, i Copa de la Reina de Tennis de Taula, en categoria femenina, és una competició esportiva de clubs espanyols de tennis taula, creat l'any 1942. De caràcter anual, està organitzat per la Reial Federació Espanyola de Tennis de Taula (RFETT). Hi participen els clubs que competeixen a la Superdivisió masculina i femenina de tennis de taula, disputant una fase final en format d'eliminació directa en una seu neutral.
Els clubs catalans i andalusos, en categoria masculina, així com els clubs murcians, en categoria femenina, són els que han guanyat més vegades la competició. Els equips catalans dominaren el torneig fins a la meitat de la dècada del 1980, destacant el Club de 7 a 9 amb quinze títols, en categoria masculina, i el Club Tennis Barcino, en categoria femenina. Amb la professionalització i l'esponsorització de l'esport, els clubs andalusos trencaren l'hegemonia dels clubs catalans. Entre 1989 i 2012, aconseguiren vint-i-quatre títols de forma consecutiva, destacant el Club Tenis Mesa CajaGranada, el Cajasur Priego Tenis Mesa i l'AESA Puerto Real. En categoria femenina, durant la dècada del 2000 sorgí l'UCAM Cartagena Tenis Mesa com a equip dominador.

## Historial
| (1) = Nombre de campionats Nota: Noms dels equips segons l'època |

| Edició  | Data    | Campió masculí         | Campió femení               | Seu                                                                           | refs               |
| ------- | ------- | ---------------------- | --------------------------- | ----------------------------------------------------------------------------- | ------------------ |
| I       | 1943    | Tívoli PPC (1)         | Tívoli PPC (1)              |                                                                               | [ 2 ]              |
| II      | 1944    | Club de 7 a 9 (1)      |                             | Madrid                                                                        | [ 3 ]              |
| III     | 1946    | Tívoli PPC (2)         |                             |                                                                               | [ 2 ]              |
| IV      | 1948    | Tívoli PPC (3)         | Club Velazquez              | Madrid                                                                        | [ 2 ] [ 4 ]        |
| V       | 1949    | Club de 7 a 9 (2)      | CT Sant Gervasi (1)         | Saló Iris, Barcelona                                                          | [ 3 ] [ 5 ]        |
| VI      | 1951    | Tívoli PPC (4)         |                             | Frontó Fiesta Alegre, Madrid                                                  | [ 2 ] [ 6 ]        |
| VII     | 1952    | Club Ariel (1)         | Club Ariel (1)              | Frontó Fiesta Alegre, Madrid                                                  | [ 7 ] [ 8 ]        |
| VIII    | 1953    | Club de 7 a 9 (3)      |                             |                                                                               | [ 3 ] [ 9 ]        |
| IX      | 1954    | Tívoli PPC (5)         |                             |                                                                               | [ 2 ] [ 9 ]        |
| X       | 1955    | Club de 7 a 9 (4)      | CT Barcino (1)              |                                                                               | [ 3 ] [ 9 ]        |
| XI      | 1956    |                        | CT Barcino (2)              |                                                                               | [ 9 ]              |
| XII     | 1957    | CE Oasis (1)           | CT Barcino (3)              |                                                                               | [ 9 ] [ 10 ]       |
| XIII    | 1958    |                        | CT Barcino (4)              |                                                                               | [ 9 ]              |
| XIV     | 1959    | CT Barcino (1)         | CT Barcino (5)              |                                                                               | [ 9 ]              |
| XV      | 1960    | CT Barcino (2)         | CT Barcino (6)              | Palau d'Esports de Barcelona                                                  | [ 9 ] [ 11 ]       |
| XVI     | 1961    | CT Barcino (3)         | CT Barcino (7)              | Palau d'Esports de Barcelona                                                  | [ 9 ] [ 12 ]       |
| XVII    | 1962    | CT Barcino (4)         | Club de 7 a 9 (1)           | Oviedo                                                                        | [ 3 ] [ 13 ]       |
| XVIII   | 1963    | Club de 7 a 9 (5)      | CT Barcino (8)              | Sant Sebastià                                                                 | [ 3 ] [ 14 ]       |
| XIX     | 1964    | Club de 7 a 9 (6)      | CT Barcino (9)              | Pavelló Hijos de J. Barrera, Vigo                                             | [ 3 ] [ 15 ]       |
| XX      | 1965    | Club Mayda (1)         | Club Ariel (2)              | Palau dels Esports, Madrid                                                    | [ 3 ] [ 7 ] [ 16 ] |
| XXI     | 1966    | Club Mayda (2)         | Club Banesto (1)            | Reus                                                                          | [ 17 ]             |
| XXII    | 1966-67 | Club Mayda (3)         | CT Barcino (10)             | Pavelló Municipal d'Esports, Girona                                           | [ 18 ] [ 19 ]      |
| XXIII   | 1967-68 | Club Ariel (2)         | Club Banesto (2)            | Sevilla                                                                       | [ 20 ]             |
| XXIV    | 1968-69 | Club Mayda (4)         | Grup Barna (1)              | Palau Municipal d'Esports de Barcelona                                        | [ 18 ] [ 21 ]      |
| XXV     | 1969-70 | Club Mayda (5)         | Club Rosil                  | Madrid                                                                        | [ 18 ] [ 22 ]      |
| XXVI    | 1970-71 | Club Mayda (6)         | CT Barcino (11)             | Jerez de la Frontera                                                          | [ 18 ] [ 23 ]      |
| XXVII   | 1971-72 | Club Mayda (7)         | CT Barcino 12)              | Universitat Laboral de Xest                                                   | [ 18 ] [ 24 ]      |
| XXVIII  | 1972-73 |                        | CT Barcino (13)             |                                                                               |                    |
| XXIX    | 1973-74 | Club de 7 a 9 (7)      | Club de 7 a 9 (2)           |                                                                               | [ 3 ]              |
| XXX     | 1974-75 | Club de 7 a 9 (8)      | Reial Madrid CF (1)         | Reus                                                                          | [ 3 ] [ 25 ]       |
| XXXI    | 1975-76 | Club de 7 a 9 (9)      | CT Barcino (14)             | Granada                                                                       | [ 3 ] [ 26 ]       |
| XXXII   | 1976-77 | Club 21 (1)            | CT Barcino (15)             | Palau Municipal d'Esports de Barcelona                                        | [ 27 ]             |
| XXXIII  | 1977-78 | Club de 7 a 9 (10)     |                             |                                                                               | [ 3 ]              |
| XXXIV   | 1978-79 | Club de 7 a 9 (11)     | Club de 7 a 9 (3)           | Segòvia                                                                       | [ 3 ] [ 28 ]       |
| XXXV    | 1979-80 |                        | CT Barcino (16)             |                                                                               |                    |
| XXXVI   | 1980-81 | Penya Solera (1)       | CT Barcino (17)             | Girona                                                                        | [ 29 ]             |
| XXXVII  | 1981-82 | Club de 7 a 9 (12)     | Club de 7 a 9 (4)           | Almeria                                                                       | [ 3 ] [ 30 ]       |
| XXXVIII | 1983-83 | Club de 7 a 9 (13)     | CT Barcino (18)             | Luarca                                                                        | [ 3 ]              |
| XXXIX   | 1983-84 | Club de 7 a 9 (14)     | CT Barcino (19)             | Pavelló Francisco Laporta, Alcoi                                              | [ 3 ]              |
| XL      | 1984-85 | Club de 7 a 9 (15)     | Club de 7 a 9 (5)           | San Sebastián de los Reyes                                                    | [ 3 ] [ 31 ]       |
| XLI     | 1985-86 | La General Granada (1) | Club de 7 a 9 (6)           | Múrcia                                                                        | [ 32 ] [ 3 ]       |
| XLII    | 1986-87 | La General Granada (2) | EPIC Casino Comerç (1)      | Vinaròs                                                                       | [ 33 ]             |
| XLIII   | 1987-88 | Atòmic Bagà (1)        | Club de 7 a 9 (7)           |                                                                               | [ 34 ] [ 3 ]       |
| XLIV    | 1988-89 | La General Granada (3) | Club de 7 a 9 (8)           | Mèrida                                                                        | [ 3 ]              |
| XLV     | 1989-90 | Ávila Rojas (1)        | EPIC Casino Comerç (2)      | Avilés                                                                        | [ 33 ]             |
| XLVI    | 1990-91 | La General Granada (4) | EPIC Casino Comerç (3)      | Narón                                                                         | [ 33 ]             |
| XLVII   | 1991-92 | AESA Puerto Real (1)   |                             | Puerto Real                                                                   | [ 35 ]             |
| XLVIII  | 1992-93 | AESA Puerto Real (2)   | CTT Calella (1)             | Bagà                                                                          | [ 36 ]             |
| XLIX    | 1993-94 | AESA Puerto Real (3)   |                             | Cartagena                                                                     | [ 35 ]             |
| L       | 1994-95 | AESA Puerto Real (4)   |                             | Granada                                                                       | [ 35 ]             |
| LI      | 1995-96 | La General Granada (5) | CTT Bagà Túnel Cadí (1)     | Cartagena                                                                     | [ 34 ]             |
| LII     | 1996-97 | La General Granada (6) | CTT Bagà Túnel Cadí (2)     | Cadis                                                                         | [ 34 ]             |
| LIII    | 1997-98 | Cajasur Priego TM (1)  | Cartagena TM ()             | Poliesportiu de Pisuerga, Valladolid                                          | [ 35 ] [ 37 ]      |
| LIV     | 1998-99 | CTM CajaGranada (7)    |                             | El Puerto de Santa María                                                      | [ 35 ]             |
| LV      | 1999-00 | CTM CajaGranada (8)    |                             | Burgos                                                                        | [ 35 ]             |
| LVI     | 2000-01 | CTM CajaGranada (9)    | Fotoprix Vic TT (1)         | Cartagena                                                                     | [ 35 ]             |
| LVII    | 2001-02 | CTM CajaGranada (10)   | Fotoprix Vic TT (2)         | Salamanca                                                                     | [ 35 ]             |
| LVIII   | 2002-03 | Cajasur Priego TM (2)  | Relesa Galvame Cartagena () | Santiago de Compostel·la                                                      | [ 35 ]             |
| LIX     | 2003-04 | CTM CajaGranada (11)   | CN Mataró Quadis ()         | Ceuta                                                                         | [ 35 ]             |
| LX      | 2004-05 | CTM CajaGranada (12)   | CN Mataró Quadis ()         | Les Borges Blanques                                                           | [ 35 ]             |
| LXI     | 2005-06 | CTM CajaGranada (13)   | Grupo Relesa Cartagena ()   | Cartagena                                                                     | [ 35 ]             |
| LXII    | 2006-07 | Cajasur Priego TM (3)  | Fotoprix Vic TT (3)         | Pavelló Poliesportiu Municipal, El Espinardo Pavelló Cuatro Santos, Cartagena | [ 35 ]             |
| LXIII   | 2007-08 | CTM CajaGranada (14)   |                             |                                                                               | [ 35 ]             |
| LXIV    | 2008-09 | CTM CajaGranada (15)   | UCAM Cartagena TM (10)      | Collado Mediano                                                               | [ 35 ]             |
| LXV     | 2009-10 | CTM CajaGranada (16)   | UCAM Cartagena TM (11)      | Pavelló Esportiu Fernando Argüelles, Antequera                                | [ 35 ]             |
| LXVI    | 2010-11 | Cajasur Priego TM (4)  | CN Mataró Quadis ()         | Palacio de los Juegos del Mediterráneo, Almería                               | [ 35 ]             |
| LXVII   | 2011-12 | Cajasur Priego TM (5)  | Fotoprix Vic TT (4)         | Palacio de los Juegos del Mediterráneo, Almería                               | [ 35 ]             |
| LXVIII  | 2012-13 | DKV Borges Vall (1)    | UCAM Cartagena TM (12)      | Pontevedra                                                                    |                    |
| LXIX    | 2013-14 | UCAM Cartagena TM (1)  | Fotoprix Vic TT (5)         | Centro de Atletismo 6º Centenario, Antequera                                  | [ 38 ]             |
| LXX     | 2014-15 | UCAM Cartagena TM (2)  | UCAM Cartagena TM (13)      | Centro de Atletismo 6º Centenario, Antequera                                  | [ 39 ]             |
| LXXI    | 2015-16 | UCAM Cartagena TM (3)  | UCAM Cartagena TM (14)      | Ciutat Esportiva de Blanes                                                    | [ 40 ]             |
| LXXII   | 2016-17 | DKV Borges Vall (2)    | Suris Calella (2)           | Palacio de los Juegos del Mediterráneo, Almería                               | [ 41 ]             |
| LXXIII  | 2017-18 | Cajasur Priego TM (6)  | Girbau Vic TT (6)           | Centro de Atletismo 6º Centenario, Antequera                                  | [ 42 ]             |
| LXXIV   | 2018-19 | Arteal TM (1)          | UCAM Cartagena TM (15)      | Palacio Multiusos de Guadalajara                                              |                    |
| LXXV    | 2019-20 | Cajasur Priego TM (7)  | UCAM Cartagena TM (16)      | Ciudad Deportiva Diputación de Granada, Armilla                               | [ 43 ]             |
| LXXVI   | 2020-21 | CajaSur Priego TM (8)  | Reus Ganxet Miró (1)        | Centro de Atletismo 6º Centenario, Antequera                                  | [ 44 ]             |
| LXXVII  | 2021-22 | ASISA Borges Vall (3)  | UCAM Cartagena TM (17)      | Palau de Congressos i Exposicions de Santander                                | [ 45 ]             |
| LXXVIII | 2022-23 | ASISA Borges Vall (4)  | Museo de la Almendra (1)    | Palau dels Esports Olivo Arena, Jaen                                          | [ 46 ]             |
| LXXIX   | 2023-24 | CajaSur Priego TM (9)  | UCAM Cartagena TM (18)      | Palau d'Esports de Catalunya, Tarragona                                       | [ 47 ]             |
| LXXX    | 2024-25 | CajaSur Priego TM (10) | Museo de la Almendra (2)    | Palau d'Esports de Catalunya, Tarragona                                       |                    |